# OK.
O.K. fue un programa de televisión chileno de videoclips musicales emitido por UCV Televisión entre el 28 de diciembre de 1992 y el 14 de diciembre de 1996.
Este programa de emisión diaria se caracterizó por la gran variedad de estilos musicales, no marcados por los rankings, dando espacio tanto a nuevas tendencias como a las clásicas. La duración de cada programa era entre media hora y una hora y media según temporada, con doble horario de lunes a viernes (16:00 y 24:00) y un especial a las 14.30 hrs el día sábado. El primer videoclip emitido fue Deeper and Deeper de Madonna y el último Video Killed the Radio Star con The Buggles.
La creación y dirección del programa estuvo a cargo de Carlos Poirrier. En la parte musical, la producción y programación la realizaba Rodrigo Ferrada, quien además diseñó el logotipo del programa.
La conducción principal estaba a cargo del periodista y locutor de radio y televisión, Jorge Muñoz López; sin embargo el programa destacó en la memoria colectiva por la participación en la conducción del personaje "Mano Peluda" (manejado por Rodrigo Ferrada), un títere con gafas obscuras y hecho de estopa, quien tenía más conocimientos sobre los grupos musicales que el conductor de carne y hueso.
El programa presentaba secciones con co-animadoras femeninas (ej. sección Vídeo Clásico) y especialistas en cine (Cristián Morales), cómics (Udo Jacobsen) y heavy metal (Khano Álvarez). También incluyó presentaciones en vivo de bandas con entrevistas a grupos/solistas musicales de la época, gran cantidad de concursos para sus televidentes.
Un gran logro de 1995 fue el primer Concurso Nacional de Bandas Rock de TV con temas originales, presentándose más de 500 bandas, de las cuales se seleccionaron 10 para una final televisada. 
El programa finalizó en 1996, bajo la dirección de Claudio Julio Mariscal, perdurando en la memoria colectiva la participación del títere "Mano Peluda" que ha sido entrevistado e invitado a diversos programas nacionales en los años posteriores.
Nuevas temporadas 2016-2017:
Durante 2016 y 2017, se retoma el programa como O.K. 2.0, 20 años después de la emisión de la última temporada de 1996. Gestionado por su conductor humano Jorge Muñoz se reunió el equipo original con su último director de 1996, Claudio Julio Mariscal. La producción del programa, de 2 temporadas de 12 y 10 capítulos, se centra en presentaciones en vivo de bandas chilenas recientes consolidadas y emergentes, junto a entrevistas de diferentes temas. Además se integran una conductora para la temporada 2016, Alejandra Lledó y en 2017 Alondra del Real, sumado al regreso de la "Mano Peluda", ahora recordando la música que de la versión 1.0 se convirtieron en clásicos. También participa en comentarios de libros el original del programa Cristián Morales. 
O.K. 2.0 fue emitido con sus 2 temporadas en horario de madrugada por la señal nacional de UCV Televisión hasta mediados de 2017. Continuó hasta abril de 2018 por la señal 5.3 (Santiago) y 4.3 (Gran Valparaíso) señal digital Cultural de PUCV.
- Datos: Q6047730